# 台营烧锅酒
台营烧锅酒简称台营烧锅，是河北省秦皇島市抚宁區出产的一种白酒，源于万历年间当地驻军所酿之酒。民间传说为万历七年(1579年)，在当地服徭役的许大营奉命为戚继光军酿酒，乾隆年间，其八世孙许永泉、许聚泉、许隆泉三兄弟以其名字中各一字成立“永聚隆”烧锅。1947年10月，冀东十二地区行署税务局与抚宁县府合资，以原“永聚隆”和“义发泉”烧锅的人员设备创办“公益泉”烧锅，后数度扩建、改制、易名。台营烧锅酒乃以大麦、小麦、高粱为主料，经长期双轮底发酵、土制老窖长时间存储等传统老五甑工艺酿成的浓香型白酒。